# Xenoplatyura dhofarensis
Xenoplatyura dhofarensis är en tvåvingeart som beskrevs av Chandler 2000. Xenoplatyura dhofarensis ingår i släktet Xenoplatyura och familjen platthornsmyggor.
Artens utbredningsområde är Oman. Inga underarter finns listade i Catalogue of Life.